# Plaicard de Raigecourt
Plaicard de Raigecourt (* 1708 in Nancy; † 17. Oktober 1783 in Aire-sur-l’Adour) war ein französischer römisch-katholischer Geistlicher und Bischof von Aire.

## Leben
Er war eines von zehn Kindern des Charles de Raigecourt, Ritter, Herr von Gibaumeix und Clayeures, Marschall von Lothringen und Barrois, Vogt von Saint-Mihiel, und der Gertrude des Armoises.
Plaicard de Raigecourt, Lizentiat und promovierter Theologe, empfing am 1733 die Priesterweihe. Bereits vor seiner Ernennung zum Kanoniker in Lüttich im Jahr 1732 war er Kanoniker von Saint-Dié. Daraus entstand ein Rechtsstreit über diese doppelte Zugehörigkeit, da es nicht gestattet war, beide Ämter gleichzeitig innezuhaben. Eine päpstliche Bulle sowie das Parlement von Metz gestatteten schließlich die Kumulation der Titel, jedoch nicht den gleichzeitigen Bezug der Einkünfte aus beiden Pfründen. Am Ende dieses langanhaltenden Konflikts zog sich Plaicard de Raigecourt 1744 gegen eine Pension von fünfhundert Livres aus dem Kapitel von Saint-Dié zurück. Bereits im April 1738 hatte ihm der König von Frankreich, dessen Hofkaplan Raigecourt war, die Kommende der Abtei Saint-Pierre-aux-Monts in Châlons-sur-Marne verliehen. 1748 wurde er für das Bistum Antwerpen vorgeschlagen, jedoch ohne Erfolg. 1753 bewarb er sich um das Bistum Toul, das jedoch an Claude Drouâs de Boussey vergeben wurde. Schließlich erhielt Plaicard de Raigecourt im Januar 1758 das Bistum Aire.
Die Bischofsweihe spendete ihm am 16. April 1758 in Meaux der Bischof von Meaux, Antoine-René de La Roche de Fontenille; Mitkonsekratoren waren Mathias Poncet de la Rivière, ehemaliger Bischof von Troyes, und Louis-Joseph de Montmorency-Laval, Bischof von Condom. Plaicard de Raigecourt trat sein Amt jedoch erst im Oktober desselben Jahres an. Sein Episkopat begann mit einem Prozess vor dem Parlement von Bordeaux gegen die Erben seines Vorgängers. Anschließend geriet er in Streit mit dem Domkapitel, das den Chor der Kathedrale von Aire in einer Weise hatte restaurieren und erweitern lassen, die ihm missfiel. Er beschloss, die Kathedrale nicht mehr zu betreten, und blieb bis zu seinem Tod dabei. Stattdessen widmete er sich vor allem dem Betrieb des Priesterseminars. Er starb im Alter von 75 Jahren an seinem Bischofssitz.